# Teoria della Terra cava

Mappa dell'interno del pianeta Terra, contenente il "Mondo interiore" di Atvatabar, tratta dal romanzo fantascientifico The Goddess of Atvatabar di William R. Bradshaw (1892)

L'espressione teoria della Terra cava rappresenta un filone di diverse teorie formulate da pensatori in varie epoche storiche, secondo cui il pianeta Terra sarebbe cavo al proprio interno. Secondo alcune di queste teorie, sotto la superficie terrestre vi sarebbero altre superfici concentriche, che potrebbero a loro volta essere abitate o abitabili.
Questa teoria fu formulata in termini scientifici a partire dal XVII secolo, per essere resa popolare nei secoli successivi da romanzi fantastici che la sfruttavano come artificio narrativo. Pur essendo ampiamente confutata dalla scienza moderna (geologia, geofisica e astrofisica) e quindi relegata alla pseudoscienza, ancora oggi la teoria della Terra cava trova un certo seguito.

## Storia delle teorie

### Origini antiche
Sin dai tempi antichi diverse teorie hanno sostenuto l'esistenza di regni e territori sotterranei, sia come teorie relative a ipotetici veri territori sia come metafore per condizioni dello spirito (si pensi all'opera di Platone e al mito della caverna). Alcune di queste teorie col tempo sono andate a costituire le basi per luoghi concettuali, quali l'Ade della mitologia greca, lo Svartálfaheimr della mitologia norrena, lo Sheol ebraico o l'inferno cristiano.

### Teorie moderne

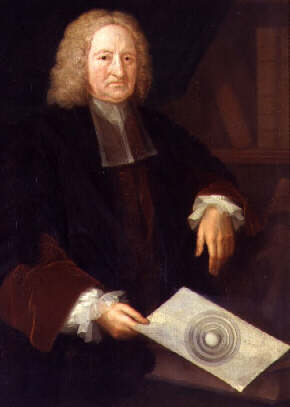
Edmund Halley ritratto nel 1736 con in mano un diagramma dei gusci concentrici della sua teoria della Terra cava

La teoria di Edmund Halley

Edmund Halley nell'opera Philosophical Transactions of Royal Society of London (1692) propose l'idea che la Terra fosse formata da un guscio esterno spesso 800 km, con due altri gusci interni concentrici e un nocciolo interno. Questi gusci avrebbero avuto le dimensioni dei pianeti Venere, Marte e Mercurio, e sarebbero separati da atmosfera. Ogni guscio avrebbe i propri poli magnetici, e i vari gusci ruoterebbero a velocità differenti.
Halley propose questa teoria per cercare di spiegare alcuni risultati anomali ottenuti dalla bussola, per poi spingersi a teorizzare che l'atmosfera interna fosse luminescente, che i continenti interni fossero abitati e che i gas sfuggiti dai passaggi ai poli fossero la causa dell'aurora boreale.

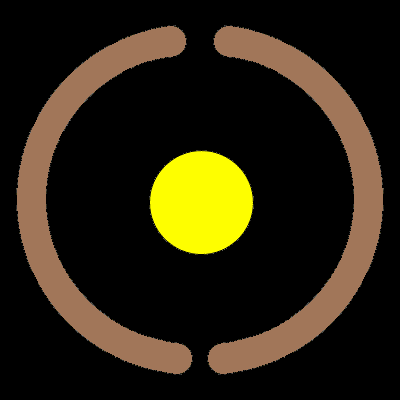
La teoria erroneamente attribuita a Eulero

Lo scrittore di fantascienza Lyon Sprague de Camp e il divulgatore Willy Ley hanno sostenuto nel documentario Lands Beyond del 1952 che anche Eulero avrebbe proposto l'idea di una Terra cava, ma senza strati multipli; in compenso, al centro della cavità vi sarebbe un Sole di 1000 km di diametro, che illuminerebbe l'interno e sosterrebbe una civiltà avanzata. Il documentario tuttavia non riporta fonti attendibili e anzi, nella Lettera alla principessa tedesca Eulero descrive un esperimento mentale che postula una Terra solida.
De Camp e Ley affermano inoltre che sir John Leslie avrebbe espanso l'idea di Eulero, immaginando non uno ma due Soli (Plutone e Proserpina, secondo i nomi presi dal mito greco). Leslie in realtà propose la teoria della Terra cava nel 1829, nel trattato Elements of Natural Philosophy (pp. 449–453), ma non menziona Soli interni.
Nel 1818 John Cleves Symmes, Jr. avanzò l'ipotesi che la Terra sia formata da un guscio cavo di 1300 km di spessore, con due cavità di 2300 km di diametro su entrambi i poli geografici. Oltre alla crosta esterna ci sarebbero quattro gusci interni, anch'essi con aperture ai poli. Symmes ottenne grande rilievo come uno dei primi e più famosi assertori della teoria della Terra cava e fu il primo a proporre una spedizione alla ricerca del foro che sarebbe collocato al polo nord, che venne sostenuta di fronte al Congresso degli Stati Uniti da parte del senatore Richard M. Johnson il 28 gennaio 1823; presidente degli Stati Uniti era John Quincy Adams. Symmes portò avanti il progetto con l'aiuto del pioniere James McBride, ma il successivo neoeletto presidente statunitense Andrew Jackson lo bloccò e Symmes morì nel 1829 poco dopo tale rifiuto.
Anche Jeremiah N. Reynolds, seguace della teoria, propugnò l'organizzazione di una spedizione alla ricerca del passaggio. Reynolds arrivò a organizzare una spedizione nell'Antartico, col sostegno del presidente Adams, ma la spedizione si concluse in un disastro. Reynolds non riuscì a partecipare alla spedizione Wilkes del 1838-1842, nonostante quell'impresa fosse in parte dovuta alla sua opera di convincimento, dato che nelle sue battaglie aveva offeso troppe persone coinvolte nel viaggio.
Nonostante Symmes non abbia mai scritto un libro su queste sue teorie, esistono diversi testi sulla sua opera: tra questi vi è il saggio di McBride Symmes' Theory of Concentric Spheres (1826). Anche Reynolds nel 1827 pubblicò Remarks of Symmes' Theory Which Appeared in the American Quarterly Review. Nel 1868, il professor W.F. Lyons pubblicò The Hollow Globe, sostenendo una teoria simile a quella di Symmes ma senza accreditarlo: il figlio di J.C. Symmer, Americus Symmes, pubblicò allora un testo per rivendicare le origini della teoria, The Symmes' Theory of Concentric Spheres.
Nel 1871 sir Edward Bulwer-Lytton, scrittore, politico ed esoterista, pubblicò un romanzo oggi considerato anticipatore del genere fantascientifico, La razza ventura (The Coming Race, 1871, ripubblicato come Vril, The Power of the Coming Race, 1871), in cui sosteneva che all'interno della Terra si trovasse una razza di superuomini sopravvissuti a cataclismi mitologici. John Uri Lloyd, farmacologo ed erborista, pubblicò nel 1895 il romanzo Etidorhpa, dove descrisse un viaggio immaginario fino al centro della Terra a partire dalle caverne del Kentucky, tentando di giustificare scientificamente la possibilità di tale viaggio (Jules Verne aveva già utilizzato l'idea trent'anni prima, nel 1864, per il suo celebre romanzo avventuroso Viaggio al centro della Terra).

### Teorie nel XX secolo
La teoria arrivò fino all'inizio del XX secolo, quando William Reed scrisse Phantom of the Poles (1906), sostenendo la possibilità di una Terra cava ma senza Soli o secondi gusci. Reed portò a sostegno i racconti di alcuni famosi esploratori dell'epoca, tra cui Louis Bernacchi, Fridtjof Nansen, Karl Mauch, Adolphus W. Greely, Allen Henry e altri. Sulla base di queste osservazioni, Reed sostenne l'esistenza di un grande mare di acqua dolce che si estendeva oltre quello che avrebbe dovuto essere il polo nord. Da questi resoconti, Reed arrivò a sostenere che i poli non fossero mai stati in realtà scoperti, semplicemente perché non esistono: al loro posto si troverebbe un enorme buco con il passaggio al continente interno.
Le acque marine si sarebbero riversate all'interno correndo lungo la superficie. In seguito Marshall Gardner scrisse A Journey to the Earth's Interior (1913, in edizione ampliata nel 1920). Gardner sosteneva l'esistenza di un Sole all'interno della Terra, e arrivò a costruire un modello brevettato della sua idea di Terra. Gardner citò Symmes, ma non Reed. Reed e Gardner ripresero alcuni dubbi espressi dagli esploratori polari, stupiti di trovare enormi iceberg di acqua dolce e non salata.
La risposta data da entrambi gli studiosi fu formulata in questi termini: gli iceberg sono d'acqua dolce perché sono formati dalle acque dei fiumi del continente interno. Quando Robert B.Cook rinvenne negli strati glaciali i resti di mammuth perfettamente conservati, Marshall Gardner affermò che non era possibile che un reperto fosse rimasto integro così a lungo, e che quelli trovati sarebbero stati i resti di creature morte di recente dopo essere sfuggite dal continente interno.
Altri scrittori hanno sostenuto che nel territorio sotterraneo abitino creature di grande saggezza. L'Antartide, il polo nord, il Tibet, il Perù, e il monte Shasta in California, Stati Uniti, sono stati di volta in volta identificati come punti di ingresso a questi regni sotterranei, dove si troverebbero la città mitologica di Agarttha, o addirittura delle basi di alcune razze aliene. Le idee di Reed e Gardner vennero riprese nel 1969 nel libro The Hollow Earth (nell'edizione italiana Il grande ignoto), a nome di un sedicente Dr Raymond W. Bernard che però ignorava totalmente il lavoro di Symmes.
Bernard aggiunse anche alcune idee peculiari, sostenendo che gli UFO proverrebbero dal continente interno, e che le nebulose ad anello proverebbero l'esistenza di mondi cavi. Un articolo di Martin Gardner rivelò che lo pseudonimo "Bernard" era usato da Walter Siegmeister, ma solo con il libro di Walter Kafton-Minkel Subterranean Worlds: 100,000 years of dragons, dwarfs, the dead, lost races & UFOs from inside the Earth nel 1989 emerse la storia di Bernard/Siegmeister. Le idee di Siegmeister furono riprese negli scritti di David Hatcher Childress. Ispirandosi alle teorie della Terra cava sono state proposte megastrutture che ne riprendono alcune caratteristiche, come la sfera di Dyson o il Globus Cassus.

### Presunte osservazioni

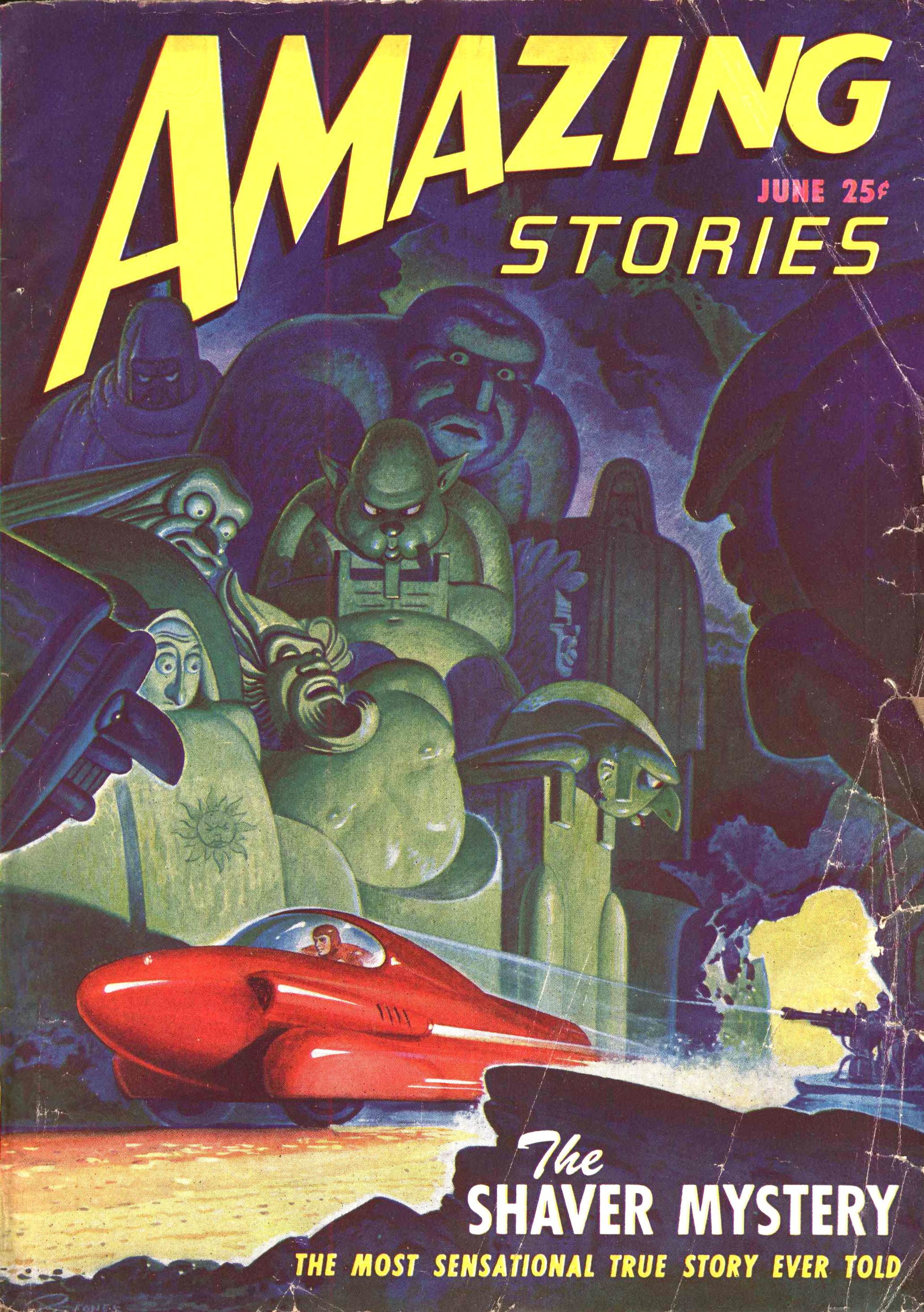
Copertina della rivista Amazing Stories del giugno 1947 con un capitolo dello "Shaver Mistery", qui definito "la più sensazionale storia vera mai raccontata"

Nel corso della seconda metà del XX secolo, quando la teoria godeva di discreta notorietà ma era già stata ampiamente smentita, vennero pubblicati numerosi testi che riportavano varie versioni di questa teoria, di volta in volta integrandole con nuove "rivelazioni".
Il valore scientifico di queste pubblicazioni è nullo, e si tratta principalmente di opere a carattere pseudoscientifico o fantastico, nate sull'onda dell'ascesa alla moda della letteratura del mistero e della fantascienza. Queste storie avventurose possono essere viste come una variante del tema del "mondo perduto", che fu popolare nella letteratura vittoriana a cavallo tra Ottocento e Novecento.
Willis George Emerson, nell'opera Il Dio fumoso (The Smoky God - A voyage to the inner World, 1908), ha riportato una storia che gli sarebbe stata riferita da un pescatore norvegese di nome Olaf Jansen, il quale avrebbe raggiunto con suo padre e la sua barca il continente interno, dove rimasero per due anni visitando le città del regno che vi si trovava (identificato in opere successive con Agarthi) e da cui uscirono dalla parte opposta, al polo sud. Il padre sarebbe rimasto ucciso durante il ritorno, il figlio ricoverato come pazzo. Il resoconto sarebbe stato dato dal figlio, che dopo la dimissione dal sanatorio si sarebbe stabilito in California, e che novantenne avrebbe deciso di rendere pubblica la vicenda. Il racconto di Emerson è considerato una delle prime fonti della credenza sulle civiltà sotterranee.
Heinrich Himmler, che oltre ad essere uno dei più importanti gerarchi nazisti era anche uno dei leader dell'Ahnenerbe (associazione dedita allo studio dell'esoterismo e il soprannaturale), organizzò ed in parte finanziò nel 1938 una spedizione in Tibet. Uno degli scopi di questa spedizione era quello di cercare l'entrata del fantomatico regno sotterraneo di Agarthi, governato da saggi rappresentanti della razza ariana.
Dal 1945 al 1949 la rivista pulp di fantascienza Amazing Stories sostenne l'idea di una Terra cava: il curatore editoriale Ray Palmer pubblicò una serie di storie di Richard Sharpe Shaver in cui veniva presentata come realistica la storia di una razza superiore preistorica che sarebbe sopravvissuta nelle cavità della Terra. I discendenti di questa razza, noti come Dero vivrebbero nelle caverne usando macchine fantastiche abbandonate da razze antiche per tormentare coloro che vivono in superficie. In seguito alle affermazioni di Shaver, supportate solo da ipotetiche "voci", migliaia di persone scrissero al giornale affermando di sentire "voci infernali" provenienti da sottoterra. L'argomento venne ripreso anche in seguito e quella di Shaver non fu l'unica pretesa "storia vera" sulla Terra cava pubblicata dalla rivista (tra il 1947 e il 1948 fu pubblicata anche la storia su un manoscritto che descrive "Rainbow City", una favolosa città collocata sotto le distese ghiacciate dell'Antartide, da cui proverrebbero i dischi volanti).
Nel 1959 Francis Amadeo Giannini pubblicò Worlds beyond the Poles: Physical Continuity of the Universe, in cui sosteneva che nel 1928 le spedizioni polari statunitensi avessero trovato delle terre sconosciute al di là dei poli, e che nel 1956 un'unità della Marina avesse raggiunto il continente interno. Non vi sono prove a sostegno di queste affermazioni, che senza dubbio sarebbero state riportate nei dettagliati resoconti delle spedizioni americane.

### Teorie della Terra concava

Una rappresentazione della teoria della terra concava

Alcuni autori invece di sostenere la teoria di un globo cavo sul cui esterno giace il mondo come lo conosciamo (teoria della Terra convessa), hanno sostenuto una teoria opposta secondo cui l'umanità vivrebbe nel lato interno, dando vita alla teoria della Terra concava. La superficie della Terra, secondo questa teoria, somiglierebbe all'interno di una sfera di Dyson. Anche questa teoria, come la precedente, è stata smentita dai fatti, e in particolare dalle esplorazioni spaziali del XX secolo.
Cyrus Teed, un eccentrico studioso di New York, propose la teoria della Terra concava nel 1869, definendo questa teoria come "Cosmogonia Cellulare". Teed fondò una setta, denominata Koreshan Unity basata su questa idea, che definì Koreshanesimo. Una colonia di Koreshani venne fondata a Estero, in Florida, ed è oggi preservata come sito storico nonostante non vi siano più seguaci viventi. I Koreshani sostenevano di aver verificato sperimentalmente la concavità della curvatura terrestre usando uno strumento detto "rettilineatore" sulle coste della Florida.
Diversi autori tedeschi del XX secolo (tra cui Peter Bender, Johannes Lang, Karl Neupert e Fritz Braun), hanno pubblicato opere in sostegno della teoria della terra concava (Hohlweltlehre). La teoria è oggi sostenuta da pochi. Lo studioso egiziano Mostafa A. Abdelkader ha pubblicato diverse ricerche in cui ha stilato una mappa dettagliata della Terra concava.
In un capitolo del suo libro On the Wild Side (1992), Martin Gardner ha esaminato il modello di Abdelkader: secondo Gardner, questa teoria presupporrebbe che i raggi luminosi viaggino in percorsi circolari, rallentando con l'avvicinarsi del centro della sfera dove si trova il Sole. L'energia non potrebbe raggiungere il centro della cavità, che corrisponde a un punto a distanza infinita dalla Terra. Gardner sottolinea che "molti matematici credono che un modello di universo capovolto, con leggi fisiche adeguatamente corrette, è empiricamente inconfutabile". Tuttavia, Gardner stesso respinge la teoria sulla base del rasoio di Occam.
Da un punto di vista logico, è possibile applicare una trasformazione matematica al nostro sistema di coordinate in modo che l'esterno della Terra diventi l'interno e viceversa: queste trasformazioni verrebbero poi compensate da adeguate modifiche alle leggi fisiche oggi note, ma si tratterebbe comunque di puri sofismi e speculazioni logiche.

## Questioni scientifiche

### La Terra cava e la gravità
Un corpo all'interno di una Terra cava non riceverebbe una spinta gravitazionale verso la superficie: la teoria della gravitazione prevede che un oggetto o una persona all'interno della sfera sarebbe praticamente senza peso. Questo fatto fu dimostrato per la prima volta da Newton, il cui teorema del guscio sferico prevede che la forza gravitazionale sia pari a zero ovunque all'interno di un guscio solido sfericamente simmetrico, indipendentemente dallo spessore del guscio.
Una debole forza gravitazionale deriverebbe dalla non perfetta sfericità della Terra, e dalla forza di marea, dovuta alla Luna. Anche la forza centrifuga contribuirebbe alla formazione di una gravità, che tuttavia all'equatore sarebbe pari a solo un trecentesimo della gravità normale.
La teoria risulta fallace anche per il fatto che una Terra prevalentemente cava avrebbe una massa molto inferiore a quella sperimentalmente osservata.

### La Terra cava e la geologia
La teoria della Terra cava non è compatibile con il modello della tettonica delle placche, in quanto i fori di entrata alla cavità, posizionati ai poli, si sarebbero dovuti spostare nel corso delle ere dalla Pangea alla posizione attuale.

### Evidenze visive
Le aperture in prossimità dei poli previste dalla teoria dovrebbero essere presenti nelle immagini rilevate dai satelliti, ma ciò non avviene.

### Il modello di Eulero
Gli studiosi L. Sprague de Camp e Willy Ley hanno sostenuto che anche Eulero avrebbe proposto l'idea di una Terra cava con un piccolo Sole al centro di circa 1000 km di raggio (sembrerebbe però smentita dallo stesso Eulero, vedi sopra). Questa stella, date le dimensioni ridotte, dovrebbe essere una nana bianca e avrebbe una massa simile a quella del nostro Sole, sufficiente a far implodere la Terra.

## La Terra cava nelle opere di fantasia

### Narrativa

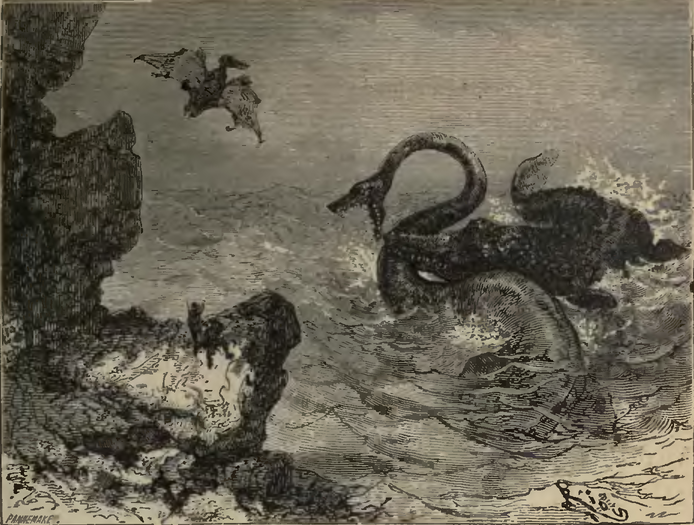
Rettili preistorici che popolano un mare interno della cavità terrestre immaginati da Jules Verne nel romanzo Viaggio al centro della Terra (1864)

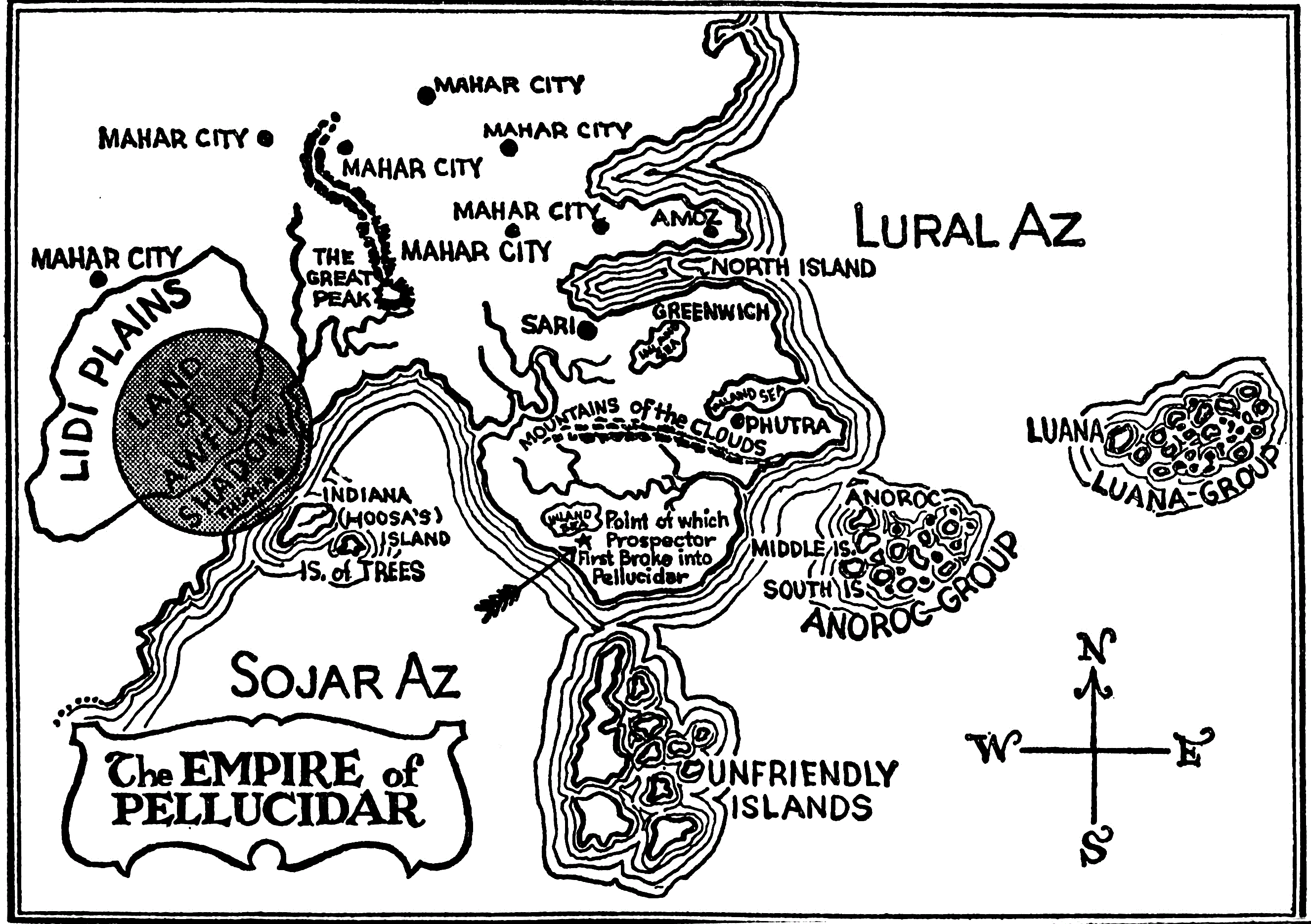
Mappa della terra di Pellucidar, dalla prima edizione di Pellucidar (1915) di Edgar Rice Burroughs

- Nel romanzo del 1741 Il viaggio sotterraneo di Niels Klim (Nicolai Klimii iter subterraneum) di Ludvig Holberg, Niels Klim cade in una caverna mentre l'esplorava e trascorre molti anni a vivere sia in un globo più piccolo all'interno della terra, sia sulla superficie interna del guscio esterno.
- Icosaméron (1788) di Giacomo Casanova è una storia di 5 volumi, 1 800 pagine, di fratello e sorella che cadono all'interno della Terra scoprendo l'utopia sotterranea dei Mégamicri, una razza di nani multicolori ed ermafroditi.
- Un romanzo precursore della fantascienza dal nome Symzonia: A Voyage of Discovery di un certo "Capitano Adam Seaborn" apparve alle stampe nel 1823. Esso riflette ovviamente le idee di John Cleves Symmes, Jr. e alcuni ritennero Symmes il vero autore, che è accreditato in tal modo in una recente ristampa. Altri non sono d'accordo. Alcuni ricercatori dicono che il romanzo fa una voluta satira delle idee di Symmes, e pensano di avere identificato l'autore come uno scrittore statunitense, Nathanial Ames, che scrisse altre opere, tra le quali una che avrebbe potuto fornire ispirazione per Moby Dick.[18]
- Edgar Allan Poe usò l'idea per il suo romanzo Storia di Arthur Gordon Pym (The Narrative of Arthur Gordon Pym of Nantucket, 1838). Ne fece riferimento anche in Manoscritto trovato in una bottiglia (Ms. found in a bottle, 1833) e L'incomparabile avventura di un certo Hans Pfaall (The unparalleled adventure of one Hans Pfaall).
- Jules Verne, che nelle proprie opere non si allontanava spesso dai limiti della plausibilità scientifica, utilizzò l'idea di una Terra cava nel suo romanzo del 1864 Viaggio al centro della Terra.
- Il romanzo di James De Mille A Strange Manuscript Found in a Copper Cylinder (1888) è una satira vittoriana di una società invertita all'interno della Terra cava.
- Il racconto fantastico Il dio fumoso (The Smoky God, 1908) di Willis George Emerson narra le avventure di un certo Olaf Jansen che viaggio all'interno, trovò una civiltà avanzata e se ne andò. Alcuni hanno ritenuto il romanzo un resoconto veritiero.
- Edgar Rice Burroughs scrisse storie avventurose del mondo interno di Pellucidar (tra cui, a un certo punto, la visita del suo personaggio Tarzan). Benché la superficie interna della Terra avesse un'estensione ben più piccola dell'esterno, Pellucidar ha oceani in corrispondenza dei continenti sulla superficie esterna, e viceversa; in tal modo il mondo interno ha una superficie occupata da terre emerse più grande di quello esterno. È abitato da esseri umani primitivi e creature estinte sulla superficie esterna, tra cui i Mahar, creature simili a pterodattili con poteri psichici. Pellucidar presenta un Sole interno che non tramonta mai, per cui gli abitanti non hanno mai sviluppato la nozione del tempo.
- Il racconto horror Il tumulo (The Mound, 1930) di Howard Phillips Lovecraft narra di immensi paesaggi e di terribili esseri che vivono da tempi remotissimi nel sottosuolo all'insaputa di tutti, riprendendo in parte le teorie qui sopra riportate.

### Altri riferimenti culturali
Nel 1965 Guido Crepax crea il personaggio di Valentina, la cui storia s'intreccia perennemente con quella di Philip Rembrandt, detto Neutron, discendente meticcio dell'antico popolo dei Sotterranei o ciechi cavalieri degli abissi, ancora attivo a 20 chilometri all'interno del globo, luogo dove si svolgeranno alcune ambientazioni del fumetto, per prima ne I sotterranei, in Valentina del 1968. In realtà negli intenti di Crepax, il mezzosangue sotterraneo Philip Rembrandt avrebbe dovuto essere il protagonista della serie, inizialmente pubblicata sul periodico Linus dal maggio 1965, ma il grande successo del personaggio femminile cambiò i piani dei lavori che seguirono fin dalla terza puntata.
Nella serie a fumetti Martin Mystère, in particolare nell'albo n. 115bis intitolato "Al centro della Terra" il protagonista entra all'interno della Terra cava tramite un'apertura al polo nord, e vi trova una società evoluta quasi al pari di quella esterna, in cui un generale nazista - ivi speditovi da Adolf Hitler per appurare la veridicità della teoria - ha preso il potere e ha instaurato un regime dittatoriale. Il protagonista riesce a fuggire ed elabora la teoria che la Terra non sia cava ma che il passaggio al polo nord conduca invece a un'altra dimensione simile a quella terrestre.
Nel manga (1975) di Gō Nagai, Jeeg robot d'acciaio il popolo nemico Haniwa proviene dal regno sotterraneo di Yamatai.
Nell'universo cinematografico MonsterVerse la Terra cava è l'antico luogo d'origine dei Titani.

## La Luna cava
Esiste anche una teoria riguardante la Luna, che sarebbe cava e all'interno ospiterebbe vita intelligente.
L'uso più noto di questa teoria è il romanzo di H. G. Wells I primi uomini sulla Luna (The First Men in the Moon, 1901). L'idea venne ripresa da Edgar Rice Burroughs nei romanzi brevi La fanciulla lunare (The Moon Maid, 1923) e Gli uomini della Luna (The Moon Men, 1925) (ed. it. Il popolo della Luna).
Quell'orribile forza (That Hideous Strength, 1946) di C.S. Lewis è ambientato sulla Terra, ma prevede l'esistenza di una Luna cava abitata dai Sulva, in cui si svolge una titanica lotta tra il bene e il male.
Questo sottogenere è svanito dopo la conquista lunare del 1969.